# Pagan Records
Pagan records est un label indépendant polonais. Ce label est spécialisé dans les groupes de metal extrême, en particulier les groupes de black metal.
La plupart des artistes en contrat avec ce label sont des groupes underground de la scène metal polonaise, très peu ont une notoriété dépassant les frontières du pays.

## Artistes
- Anima Damnata
- Azarath
- Behemoth
- Bloodthirst
- Christ Agony
- Damnation
- Esqarial
- Hell-Born
- Hermh
- Imperator
- Luna ad Noctum
- Lux Occulta
- Misteria
- Moon
- Nightly Gale
- Non Opus Dei
- North
- Profanum
- Revelation Of Doom
- Sacrilegium
- Sathanas
- Stillborn
- Throneum
- Trauma
- Varathron
- Witchmaster